# 卡拉姆巴库迪
卡拉姆巴库迪（Karambakkudi），是印度泰米尔纳德邦Pudukkottai县的一个城镇。总人口12007（2001年）。

## 人口
该地2001年总人口12007人，其中男性6068人，女性5939人；0—6岁人口1314人，其中男650人，女664人；识字率71.93%，其中男性为77.74%，女性为66.00%。